# 筑波 (巡洋戦艦)

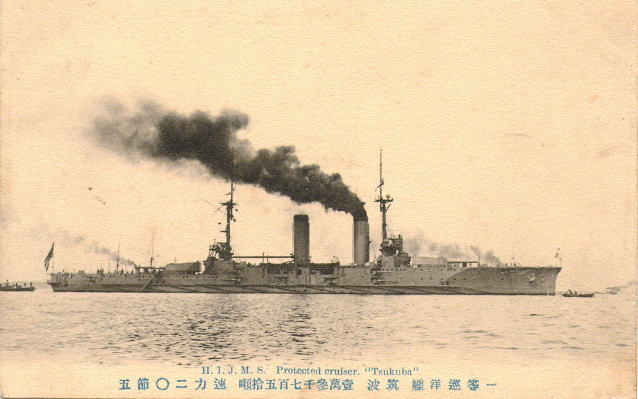
一等巡洋艦 筑波のポストカード

筑波（つくば）は、大日本帝国海軍の巡洋戦艦（建造時は装甲巡洋艦）。筑波型巡洋戦艦の1番艦である。
艦名は茨城県の「筑波山」にちなんで名づけられた。
この名を持つ日本海軍の艦船としては「筑波艦」（コルベット）に続いて2隻目。

## 概要
戦艦に準ずる砲力を持つ巡洋艦として、また日露戦争の旅順攻囲戦における戦艦「初瀬」「八島」の喪失を補うため、姉妹艦生駒とともに急遽計画・建造された。
技術的には、巡洋戦艦の先駆ともいうべき装甲巡洋艦である。
また旅順港閉塞作戦における事故（「吉野」と「春日」の衝突で「吉野」沈没）の戦訓から衝角を廃止した。
1912年（大正元年）に類別としての巡洋戦艦が新設されるまでは、一等巡洋艦（装甲巡洋艦）であった。戦艦「薩摩」と本艦（筑波）の2隻は、日本が国内で初めて建造した装甲艦である。
1917年（大正6年）1月14日、「筑波」は停泊中の横須賀港で、火薬庫爆発事故により沈没した。
浅い海底に着底したため浮揚可能であり、海軍は潜水母艦や水上機母艦に改造することも検討したが、諸事情を考慮して解体処分となった。なお『ジェーン海軍年鑑』は、類別変更以前の装甲巡洋艦の分類を用いたが、ワシントン海軍軍縮条約において同型艦の「生駒」は、規制対象の戦艦として扱われた。

## 艦歴

### 建造
一等巡洋艦「筑波」は、日露戦争初期に喪失した戦艦「初瀬」「八島」の代艦として、日露戦争臨時軍事費で、「安芸」「薩摩」「生駒」「鞍馬」他とともに建造された。
「筑波」は国産最初の大艦として設計され、呉工廠で建造された。
当時の日本が建造した最大艦は、松島型防護巡洋艦「橋立」（基準排水量約4,200トン）で、「筑波」（基準排水量約13,500トン）は技術的にも大きな飛躍であった。
筑波型の艦体・機関や防御力は装甲巡洋艦であるが、主砲は、当時の主力戦艦と同じ12インチ砲を搭載した。日露戦争における装甲巡洋艦の運用経験から、攻撃力と速力を優先したための措置である。搭載する12インチ砲は呉工廠で製造されたもので、国産の12インチ砲搭載は「筑波」が初めてのことであった。
1904年 (明治37年) 6月23日の製造訓令により、呉海軍工廠は、筑波型2隻（「筑波」「生駒」）を同時に建造することになった。翌1905年（明治38年）1月14日、「筑波」は「子号装甲巡洋艦」として、呉海軍工廠で起工された。同年6月11日、日本海軍は本艦をふくむ建造予定の主力艦艇6隻の艦名を、それぞれ内定した。
「筑波」の進水式は同年（明治38年）12月12日を予定し、明治天皇皇太子（嘉仁親王、のちの大正天皇）が臨席することになった。日本は、同年5月27日から翌日にかけての日本海海戦でロシア帝国海軍に大勝し、日本有利での講和を取り決めたポーツマス条約が9月5日に締結され（発効は11月25日）、日露戦争は終結していた。
皇太子と、日本海海戦を大勝に導いた東郷平八郎海軍大将、山階宮菊麿王達は装甲巡洋艦「磐手」（供奉艦「笠置」）に乗艦し、12月11日に呉へ到着した。
だが進水台の異常により、「筑波」の進水式は延期される。12月26日、「筑波」は皇太子臨席および東郷平八郎大将立ち合いの下で、午前9時に進水した。
同日付で、子号装甲巡洋艦は正式に「筑波」と命名される。命名書は、海軍大臣代理の呉鎮守府司令長官有馬新一中将が読み上げた。
同時に、「筑波」は一等巡洋艦に類別された。
1907年（明治40年）1月14日、「筑波」は竣工した。

### 竣工後
同年（1907年）2月28日、第二艦隊司令長官伊集院五郎中将指揮下の「筑波」「千歳」2隻は横浜を出発する。アメリカ殖民300年祭記念観艦式（ハンプトン・ローズ）に参加し、その後ヨーロッパ各国を歴訪した。
11月16日、帰国した。
12月27日、明治天皇は「筑波」に乗艦、同時に「千歳」を親閲した。
1912年（大正元年）8月28日、日本海軍は艦艇類別等級表を改訂。「筑波」「生駒」「鞍馬」「伊吹」の4隻は巡洋戦艦に類別された。
1914年（大正3年）3月20日、裕仁親王（後の昭和天皇）、秩父宮雍仁親王、高松宮宣仁親王は神戸港で戦艦「薩摩」（加藤友三郎第一艦隊司令長官）に乗艦した。先導艦は戦艦「摂津」、供奉艦は戦艦「石見」であった。海軍兵学校のある江田島に向けて航行中の3月22日午前中、「筑波」と「金剛」「周防」の3隻は御召艦の仮想敵を務めた。当時の「筑波」艦長は加藤寛治大佐だった。

大正天皇即位記念観艦式において登舷礼を受ける御召艦「筑波」

1915年（大正4年）12月4日、大正天皇即位記念の特別観艦式が横浜沖で行なわれ、「筑波」は大正天皇が座乗する御召艦を務めた。
裕仁親王（皇太子。のちの昭和天皇）、秩父宮雍仁親王、高松宮宣仁親王は装甲巡洋艦「常磐」に乗艦して、防護巡洋艦「矢矧」に先導される「筑波」を出迎えた。供奉艦は「常磐」と「矢矧」「満州」の3隻が務めた。
参加艦艇の総数は124隻または125隻で、「筑波」が観艦式の海域に入ると、皇禮砲をまず戦艦「扶桑」が一発、続いておよそ百隻の僚艦が一斉に発射した。
この観艦式には、日本海軍艦艇（「扶桑」「摂津」「河内」「安芸」「薩摩」「筑摩」「笠置」「利根」「比叡」「金剛」「榛名」「霧島」「対馬」「新高」「音羽」「最上」「橋立」「大和」「武蔵」「千早」「嵯峨」「宇治」と水雷戦隊、潜水艇隊）等以外にも、アメリカ海軍支那艦隊司令長官ウィンターハルター海軍大将座乗の巡洋艦「サラトガ」（ACR-2、4代目「サラトガ」）が参列した。
このあと大正天皇は「筑波」より賜餐艦の扶桑型戦艦「扶桑」に乗艦。午後4時10分、天皇は横浜西波止場に上陸し、東京への帰路に就いた。
1916年（大正5年）5月21日、皇太子（裕仁親王）、雍仁親王、宣仁親王が横須賀軍港に行啓し、修理中の巡洋戦艦「金剛」や建造中の扶桑型戦艦「山城」を見学した（「筑波」も横須賀在泊）。この時、軍港の見学移動に筑波艦載の水雷艇が使用された。
10月25日、東京湾で行われた観艦式で、「筑波」は再び大正天皇の御召艦となる。

### 爆沈
1917年（大正6年）1月14日、横須賀軍港には本艦以下日本海軍の艦艇多数（筑波、河内、生駒、榛名、金剛、津軽、山城等）が所在だった。
当時の横須賀鎮守府司令長官は東伏見宮依仁親王（海軍中将）である。
午後3時15分ごろ「筑波」の艦橋と第一煙突間で大爆発が発生、5分ほどで沈没した。浅海底のため、艦橋等一部は水面から露出した状態である。
日曜日のため、本艦では乗組員の半数程が上陸していた。爆発時に艦内に残っていた乗組員は約340名と推定され、そのうち125名が死亡、27名が行方不明となった。
なお児童文学作家の佐藤さとるが、編集顧問（最高代表）をつとめる同人『鬼ヶ島通信』で連載した、海軍士官だった父の人物伝『佐藤完一の伝記 海の志願兵』の同誌50+5号掲載分で（連載終了後、書き下ろしを加えて偕成社から発売）父の日記が引用されており、「自分（父）と同期の二人の目前で筑波が突如爆発し、絶句した」と記されている。
1月16日に日本海軍は海軍砲術学校長加藤寛治少将を委員長とする査問会を組織し、楠瀬熊治造兵総監や平賀譲造船中監も委員を務めた。調査の結果、爆発が火薬の自然発火や艤装上の要因によるものである可能性は否定され、人為的に引き起こされたものであるとの結論が出された。嫌疑者として最も有力とされたのは行方不明となっていた水雷科要具庫員の二等水兵であった。この人物は爆発発生当日に窃盗を疑われて詰問されていたことから自暴自棄になった末の犯行であると推測されたが、真相は不明である。
合同葬儀は1月21日に行われた。
船体後部は浮揚が可能であり、
潜水艇母艦および飛行機使用艦（水上機母艦）に改造する案も出されたが、
費用や日数がかかり、廃棄処分が決定した。
兵器、機械類や重要物件などは8月中にほぼ引き揚げが終了し、
9月1日、「筑波」は軍艦籍より除かれ、艦艇類別等級表からも削除された。
9月9日に残務処理終了。
爆沈時の「筑波」艦長有馬純位大佐は、事故から約2年後に病死した。横須賀の馬門山海軍墓地には、「筑波」と「河内」（1918年7月12日爆沈）の慰霊碑が並んで建立されている。

## 略歴
- 1905年
  - 1月14日：呉工廠で起工。
  - 12月26日：進水式[12]に嘉仁親王（大正天皇）臨席[111]。
- 1907年：竣工し、欧米へ訪問航海。
- 1914年：第一次世界大戦の日本参戦に伴い西太平洋に派遣され、ドイツ帝国領南洋諸島占領に参加[注釈 6]。
- 1915年12月4日：大正天皇即位記念観艦式の御召艦となる[112]。
- 1916年10月25日：観艦式で大正天皇の御召艦となる[113]。
- 1917年
  - 1月14日：横須賀港で火薬庫爆発[注釈 11]、沈没[114]。
  - 9月1日：除籍[14]。

## 公試成績
| 実施日         | 種類               | 排水量 | 回転数                    | 出力                | 速力                      | 場所 | 備考 | 出典    |
| -------------- | ------------------ | ------ | ------------------------- | ------------------- | ------------------------- | ---- | ---- | ------- |
| 1906年11月8日  | 第2回予行          |        |                           | 11,700馬力          | 17.5ノット                |      |      | [ 115 ] |
| 1906年11月14日 | 第3回予行          |        | 135rpm                    | 16,740馬力          | 19.63ノット               |      |      | [ 116 ] |
| 1906年11月24日 | 強圧通風 全力      |        | 148rpm                    | 23,122馬力 (実馬力) | 21.02ノット               |      |      | [ 22 ]  |
| 1906年11月29日 | 自然通風 全力6時間 |        | 139rpm                    | 18,537馬力          | 20.08ノット               |      |      | [ 117 ] |
| 同上           | 自然通風 全力1/5   |        | 80rpm                     | 3,270馬力           | 12.173ノット              |      |      | [ 117 ] |
| 同上           | 自然通風 全力2/5   |        | 106rpm                    | 7,675馬力           | 15.819ノット              |      |      | [ 117 ] |
| 同上           | 自然通風 全力3/5   |        | 116rpm                    | 10,331馬力          | 17.283ノット              |      |      | [ 117 ] |
| 同上           | 自然通風 全力4/5   |        | 126rpm                    | 13,626馬力          | 18.73ノット               |      |      | [ 117 ] |
|                | 新造公試           |        |                           | 23,260馬力          | 21ノット または21.1ノット |      |      | [ 118 ] |
| 1912年1月18日  | 強圧通風 9/10高力  |        | 右舷139.0rpm 左舷138.6rpm | 18,996馬力          | 19.87ノット               |      |      | [ 119 ] |
| 1913年3月20日  | 修理公試 4時間平均 |        | 145rpm                    | 22,200馬力余        |                           |      |      | [ 120 ] |

## 艦長
※『日本海軍史』第9巻・第10巻の「将官履歴」及び『官報』に基づく。
- 竹内平太郎 大佐：1906年8月10日 - 1907年12月27日
- 広瀬勝比古 大佐：1908年9月15日 - 1910年12月1日
- 築山清智 大佐：1910年12月1日 - 1911年4月12日
- 山路一善 大佐：1911年4月12日 - 1911年12月1日
- 橋本又吉郎 大佐：1911年12月1日 - 1912年7月9日
- 竹下勇 大佐：1912年7月9日 - 9月12日
- 鈴木貫太郎 大佐：1912年9月12日 - 1913年5月24日
- 堀内三郎 大佐：1913年5月24日 - 12月1日
- 加藤寛治 大佐：1913年12月1日 - 1914年5月6日
- 竹内次郎 大佐：1914年5月6日 - 1915年4月1日
- 片岡栄太郎 大佐：1915年4月1日 - 12月13日
- （兼）関重孝 大佐：1915年12月13日 - 1916年1月10日
- 吉岡範策 大佐：1916年1月10日 - 12月1日
- 有馬純位 大佐：1916年12月1日 -